# Коханович, Михаил Силуанович
Михаи́л Силуа́нович Кохано́вич (27 сентября 1882, д. Великие Луки Новогрудского уезда Минской губернии (сейчас Барановичский район Брестская область) — 17 мая 1934, Минск) — белорусский политический и общественный деятель, педагог, редактор, публицист. Репрессирован, впоследствии реабилитирован.

## Биография
Из семьи священника. В 1910 окончил Харьковский университет. Преподавал историю в гимназиях Вильно, являлся действительным членом Северо-Западного отдела Российского Императорского географического общества.
В связи с наступлением кайзеровских войск на Вильно, летом 1915 переехал в Могилёв. Преподавал в Могилёвском реальном училище.
После Февральской революции 1917 года был одним из организаторов и председателем Могилёвского Белорусского Комитета (Могилёвского Белорусского Организационного Комитета, Могилёвской Белорусской Рады).
Редактор газеты «Могилёвский вестник» (1917).
В июле 1917 — участник Съезда белорусских организаций и партий в Минске.
Летом 1918 года вернулся обратно в Вильно, где принял участие в проведении Белорусского съезда Виленщины и Гродненщины. Председатель педагогического совета Виленской белорусской гимназии.
С 1919 руководитель школьного отдела Центральной Белорусской рады Виленщины и Гродненщины.
В 1919—1922 — первый директор Виленской белорусской гимназии.
Выступал с публицистическими статьями в газетах «Белорусский родник» («Беларуская крыніца»), «Белорусская жизнь» («Беларускае жыццё»), «Белорусские ведомости» («Беларускія весткі»). Использовал криптоним: M. K-č
В 1922 избран послом (депутатом) на сейм Польской Республики, входил в состав Белорусского посольского клуба. Придерживался принципа беспартийности, отстаивал национальные и социальные права белорусского народа. Являлся активистом белорусских общественных и культурно-просветительских организаций в Вильно, входил в состав Белорусского научного общества.
С 1925 в БССР. Работал в редакциях газеты «Советская Белоруссия» и журнале «Советское строительство»; в Белорусском государственном издательстве. Занимался переводами. Перевел на белорусский язык произведения Д.Оськина, В.Владко, П.Кушнера, Я.Захера и др.
На момент ареста работал корректором в издательстве имени Сталина. Арестован 10 августа 1933 в Минске по адресу: ул. Пpовиантская, д. 20 по делу «Белорусского национального центра». Осуждён согласно постановлению коллегии ОГПУ СССР 09.01.1934 к высшей мере наказания, как «член контрреволюционной организации БНЦ». Реабилитирован трибуналом Белорусского военного округа 16 августа 1956 года. Личное дело М. Кохановича № 10182-с с фотоснимком хранится в архиве КГБ Белоруссии.
Был женат, остался ребёнок — дочь Зоя (ум. 2002).

## Бибилиография
- Автор воспоминаний про И.Луцкевича в сборнике: «Памяці Івана Луцкевіча. У першыя ўгодкі смерці яго», 1920.
- Магілёўцы і незалежнасць (мае ўспаміны) // «Наша Думка» (Вільня). — 25.3.1921. — № 12 (перадрук: Спадчына 6/1997).
- Здрада ў Вільні: (Да 10-х угодкаў Віленскай беларускай гімназіі) // Асвета. −1929. — № 4.

## Память
- Имя Михаила Кохановича присвоено одной из улиц Могилёва (бел. вуліца Міхаі́ла Кахано́віча; рус. улица Михаи́ла Кохано́вича)[1].